# ポンタ・デルガダ空港
ポンタ・デルガタ空港（Aeroporto João Paulo II）は、ポルトガル、サンミゲル島にある国際空港。ポルトガル領アゾレス諸島の首府ポンタ・デルガダにある。ローマ教皇のヨハネ・パウロ2世にちなみ「ヨハネ・パウロ2世空港」と呼ばれている。

## 就航路線
- ヘルシンキ
- アムステルダム
- ダブリン
- フランクフルト
- リスボン
- ロンドン (ガトウィック)
- マドリード
- オスロ
- ビルン
- コペンハーゲン
- スタヴァンゲル
- マデイラ
- ファロ
- コルボ島
- フローレス島
- グラシオーザ島
- オルタ島
- ピコ島
- サンタマリア島
- サンジョルジェ島
- テルセイラ島
- モントリオール (トルドー)
- ボストン
- トロント (ピアソン)